# Stone Ridge (Antarktika)
Stone Ridge ist ein südwest-nordöstlich ausgerichteter Bergkamm im ostantarktischen Viktorialand. In der Saint Johns Range ragt sie zwischen dem Ringer-Gletscher und dem Dahe-Gletscher auf. Höchste Erhebung ist mit 1550 m der Mount Swinford.
Das Advisory Committee on Antarctic Names benannte den Bergkamm 2005 nach dem Logistikspezialisten Brian Stone, der seit 1990 an verschiedenen Transporteinsätzen für das United States Antarctic Program beteiligt war.